# Heping (köping i Kina, Guangxi, lat 23,54, long 110,65)
Heping (kinesiska: 和平镇, 和平) är en köping i Kina. Den ligger i den autonoma regionen Guangxi, i den södra delen av landet, omkring 250 kilometer öster om regionhuvudstaden Nanning. Antalet invånare är 57440. Befolkningen består av 27 985 kvinnor och 29 455 män. Barn under 15 år utgör 29,0 %, vuxna 15-64 år 60 %, och äldre över 65 år 9,0 %.
Genomsnittlig årsnederbörd är 2 206 millimeter. Den regnigaste månaden är maj, med i genomsnitt 357 mm nederbörd, och den torraste är oktober, med 42 mm nederbörd.